# Theresia Gouw
Theresia Gouw est une entrepreneuse et investisseuse de capital-risque dans le secteur de la technologie. Elle  travaille au sein de Bain & Company, Release Software et Accel Partners, avant de cofonder Aspect Ventures, une firme d'investissement capital-risque fondée par des femmes, en 2014. Gouw est nommée l'une parmi les 40 esprits les plus influents dans la technologie par Time, et est reconnue à sept reprises dans la Liste Midas Forbes comme l'une des investisseuses les plus intelligentes dans le monde de la tech,,,,,,.

## Formation
Gouw a obtenu un baccalauréat ès sciences en Ingénierie de l'Université de Brown, diplômée magna cum laude, et d'un MBA de Stanford Graduate School of Business.

## Carrière
Gouw commence sa carrière chez Bain & Company. Elle quitte Bain pour devenir l'une des membres fondatrices de Release Software, une startup fondée avec des camarades de son école de commerce, où elle est vice-présidente du  Développement des Affaires Et des Ventes.
Après Release Software, Gouw a rejoint Accel Partners, et est finalement devenue associée-gérante. Ses investissements ont compris Trulia (TRLA), Imperva (IMPV), LearnVest, JasperDesign, et Kozmix.
En 2014, Gouw cofonde Aspect Ventures avec des camarades investisseur-e-s en capital de risque Jennifer Fonstad. Gouw et Fonstad ont travaillé ensemble au début de leur carrière chez Bain & Company et à Release Software. Au cours de la première année, l'Aspect Ventures fait plusieurs premières levées de fonds et capitaux d'amorçage financés par le capital personnel des cofondateurs. En mai 2015, Aspect annonce qu'elle a levé sa première tranche de 150 MM de fonds, qui inclut les capitaux extérieurs de la part de Partenaires Limités. L'entreprise fait des investissements dans les entreprises, y compris Exabeam, La Muse, et de l'Équipage.

## Membre du conseil d'administration et conseillère
Gouw siège au conseil d'administration de plusieurs sociétés pour lesquelles elle a investi, y compris Deserve, Cato Network, ForeScout Technologies (FSCT), Exabeam et The Muse. Elle est Trésorière de l'administration de la corporation de Brown University. Elle est vice-présidente du conseil d'administration de DonorsChoose, et est membre de la Stanford Graduate School of Business Advisory Council. Elle siège également au Conseil d'administration de la Castilleja Scool.

## Distinctions
- Liste Midas de Forbes (2011, 2012, 2013, 2014, 2016, 2017, 2018)[2],[3],[4],[5],[6],[8]
- Lauréate du prix de leader exceptionnelle dans le domaine de la technologie du Forum de Philanthropie Globale dans les Affaires Mondiales (2016)[21]
- 10 fois lauréate du Prix Honoree par Woman 2.0 (2015)[22]
- Nommée l'une des "50 plus puissantes mères dans le monde" par Harper's Bazaar (2015)[23]
- Nommée l'une des "Time Tech 40: les Esprits les Plus Influents dans la Tech" par le Time (2013)
- Nommée l'un des "Dix Femmes les Plus Influentes dans la Technologie" par le Time (2012)[24]

## Conférencière et commentatrice

### Intervenante
- TEDx SF (2016)[25]
- Sommet Web De Lisbonne (2016)[26]
- Showcase du Wall Street Journal Global Startups (2016)[27]
- WSJDLIVE (2015)[28]
- Sommet Forbes des Femmes de pouvoir (2014)[29]
- Sommet Fortune des Femmes les plus puissantes (2013)[30]

### Commentaire
Gouw a fourni des commentaires sur une gamme de sujets liés au capital-risque, à la technologie et aux finances sur CNBC,,, Bloomberg West,, Fox Business, Forbes, Fortune, et le Wall Street Journal,.